# Камениця (Плонський повіт)
Камениця (пол. Kamienica) — село в Польщі, у гміні Залуський Плонського повіту Мазовецького воєводства.
Населення — 383 особи (2011).
У 1975-1998 роках село належало до Цехановського воєводства.

## Демографія
Демографічна структура станом на 31 березня 2011 року:
|          | Загалом | Допрацездатний вік | Працездатний вік | Постпрацездатний вік |
| -------- | ------- | ------------------ | ---------------- | -------------------- |
| Чоловіки | 175     | 37                 | 124              | 14                   |
| Жінки    | 208     | 39                 | 130              | 39                   |
| Разом    | 383     | 76                 | 254              | 53                   |